# 少椎囊鰓鰻
少椎囊鰓鰻為輻鰭魚綱囊鰓鰻目囊鰓鰻科的一個種，分布於中東大西洋的馬德拉群島東部海域，屬深海魚類，棲息深度可達1700公尺，屬肉食性。

## 擴展閱讀
維基物種上的相關：少椎囊鰓鰻